# Окснард (Калифорнија)
Окснард (енгл. Oxnard) град је у америчкој савезној држави Калифорнија. По попису становништва из 2010. у њему је живело 197.899 становника.

## Демографија
Према попису становништва из 2010. у граду је живело 197.899 становника, што је 27.541 (16,2%) становника више него 2000. године.
|                   | 2010.            | 2000.            |
| Укупно            | 197 899 (100,0%) | 170 358 (100,0%) |
| Хиспаноамериканци | 145 551 (73,55%) | 112 807 (66,22%) |
| Белци             | 29 410 (14,86%)  | 35 049 (20,57%)  |
| Азијати           | 14 550 (7,352%)  | 12 581 (7,385%)  |
| Афроамериканци    | 5 771 (2,916%)   | 6 446 (3,784%)   |
| Остали            | 2 617 (1,322%)   | 3 475 (2,040%)   |